# Martin Johansson (ishockeyspelare född 1975)
Martin "Kingen" Johansson, född 16 april 1975 i Umeå, är en svensk före detta professionell ishockeyspelare. Han har spelat i Elitserien för två klubbar, moderklubben IF Björklöven (98 matcher) och Modo Hockey (140 matcher). Hans främsta merit är ett SM-silver med Modo Hockey säsongen 2001/2002. Inför säsongen 2008/2009 är han tillbaka till sin moderklubb IF Björklöven.
Efter 571 matcher i Björklöven, då näst flest i föreningen, valde Johansson att avsluta sin spelarkarriär den 11 augusti 2014.